# Schweizisk armékniv

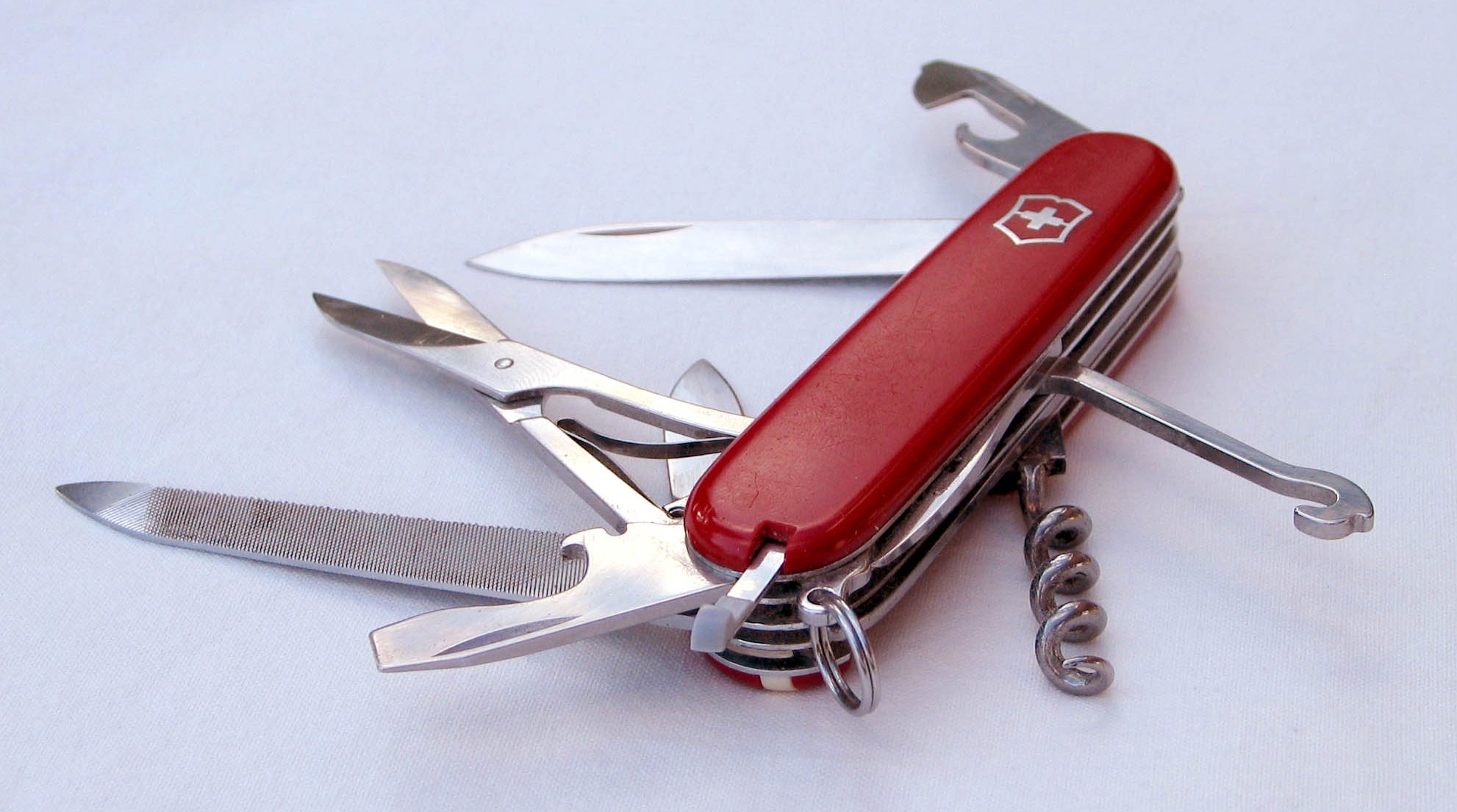

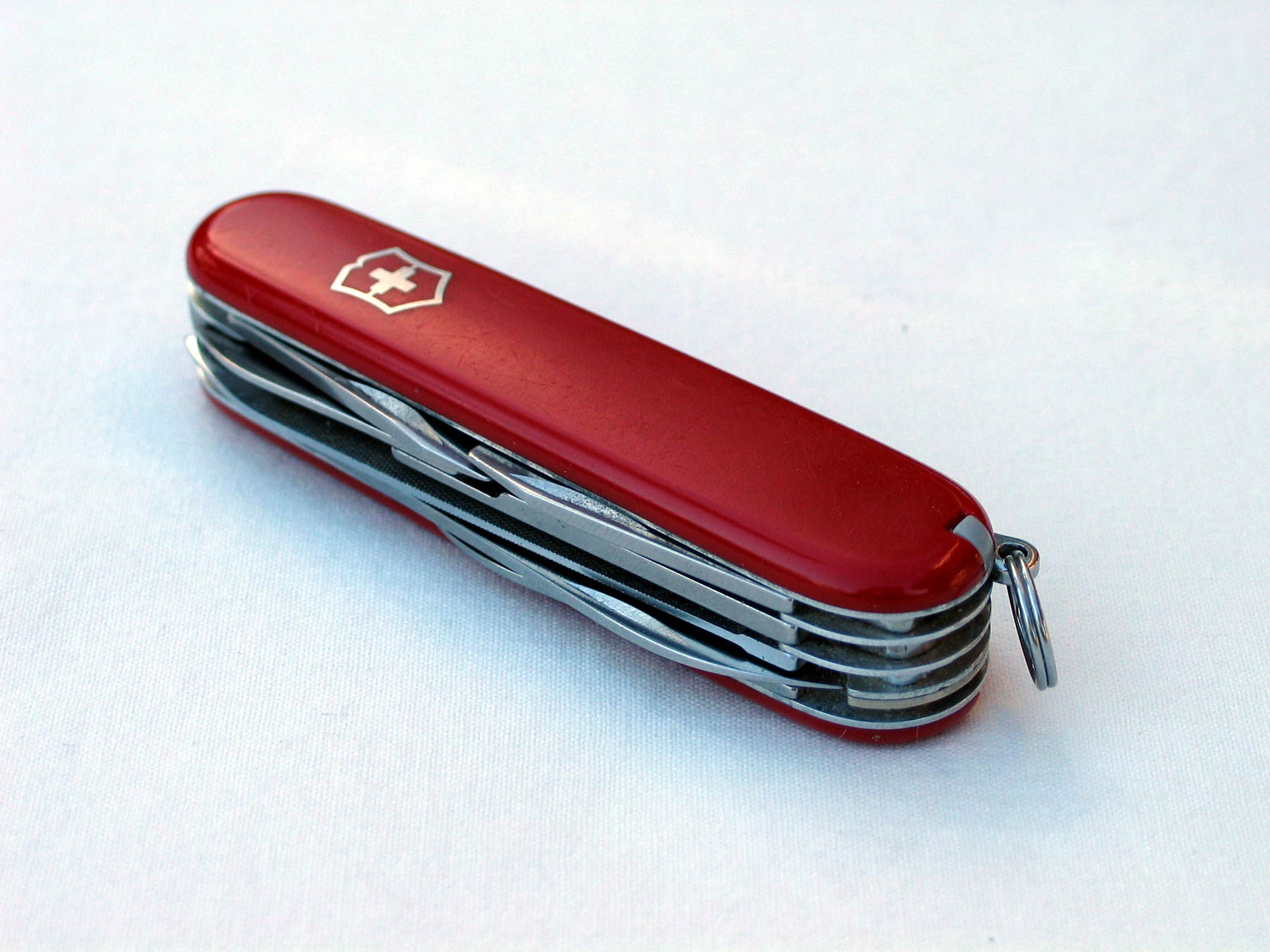

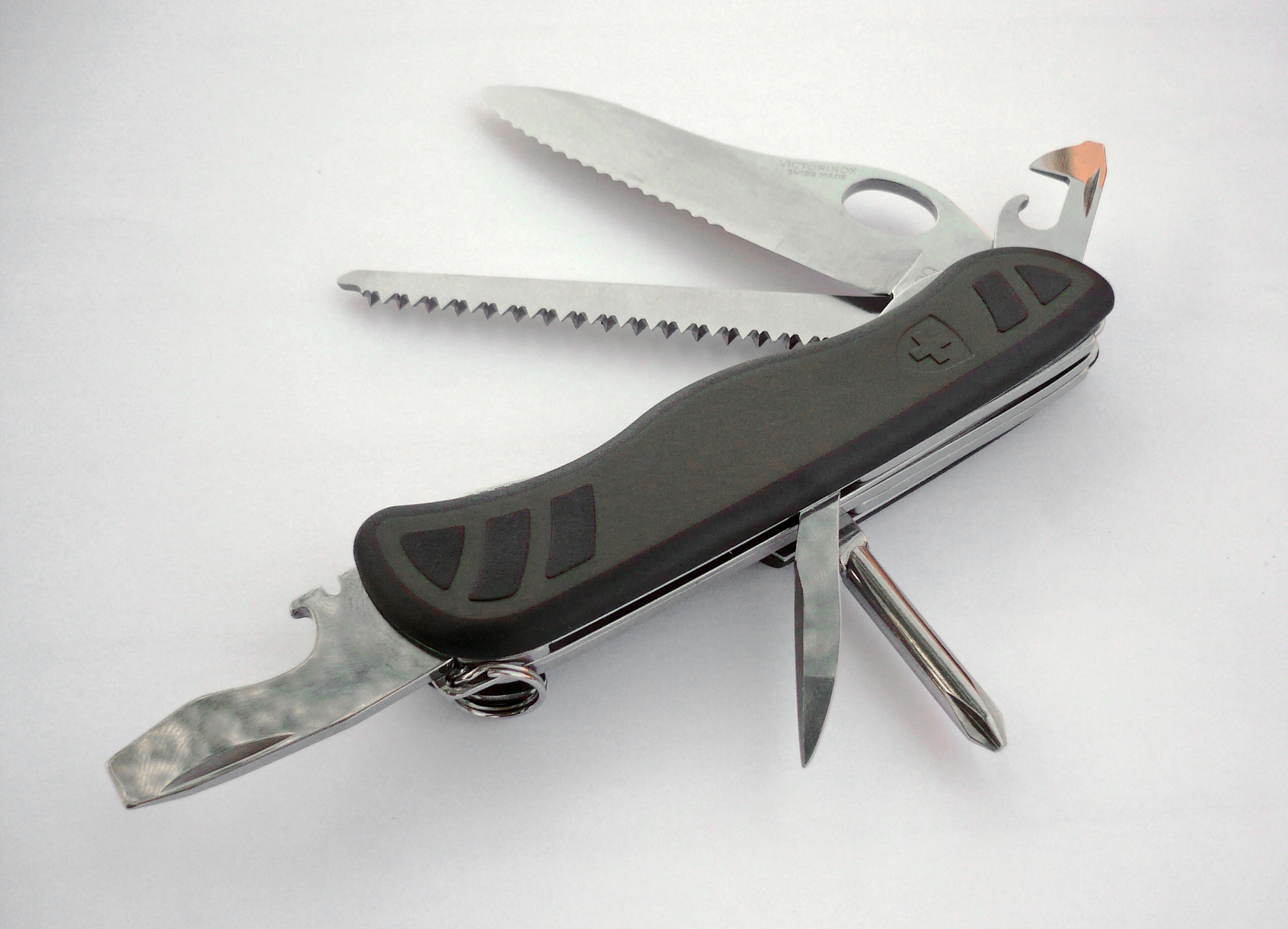

En schweizisk armékniv är en fällkniv som dessutom innehåller allehanda mindre verktyg. De första knivarna av denna typ tillverkades under 1800-talet. Begreppet schweizisk armékniv är kopplat till den schweiziska lanseringen av en förbättrad officersmodell 1896 och dess framgångsrika utveckling under 1900-talet, i första hand via tillverkaren Victorinox.

## Historia

### Bakgrund
Redan i mitten av 1800-talet fanns tillverkning av fällknivar, där själva kniven kompletterades med andra verktyg. Denna typ av produkt finns omnämnd i Herman Melvilles roman Moby Dick från 1851 och nämns där som en fickkniv med flera knivblad, korkskruv, pincett, pryl, linjal, nagelfil och dorn.
I januari 1891 standardiserades ett sådant multiverktyg som Modell 1890. Samma år beställde det schweiziska försvaret en leverans av denna modell från den tyska knivtillverkaren Wester & Co. i Solingen, eftersom tillverkningskapacitet inte fanns i Schweiz då.

### Schweizisk knivhistorik
1891 inledde den schweiziske kirurginstrumentmakaren Karl Elsener ett initiativ till att starta tillverkning i Schweiz av arméfällknivar. Han inledde tillverkning med den ovannämnda 1890-modellen men vidareutvecklade 1896 konceptet genom införandet av en fjädermekanism och knivblad på båda sidor av handtaget; den benämndes officerskniv med tanke på den primära målgruppen inom försvaret.
Redan 1893 hade den konkurrerande schweiziska besticktillverkaren Wenger börjat tillverka en liknande kniv som Elsener. Sedan 1908 var företagen båda officiella knivleverantörer till den schweiziska försvarsmakten. Båda tillverkarna hade snarlika företagssymboler (på knivarna), i båda fallen baserade på den schweiziska flaggans kors på en sköld. Elseners korsmärke uppkom i samband med lanseringen av officerskniven 1896. Först senare presenterades företagsnamnet Victorinox, baserat på Elseners mor Victoria och franskans ord för rostfri, inoxydable. 
Victorinox och Wenger var länge svåra konkurrenter som tillverkare av schweiziska arméknivar för inhemsk distribution och export. 2005 förvärvade Victorinox dock Wenger.

### Liknande produkter
Benämningen schweizisk armékniv (engelska Swiss Army Knife) uppkom under andra världskriget bland amerikanska soldater. Uttrycket kom snart att användas som generell beteckning för multifunktionsfällknivar och multiproduktionsprodukter i allmänhet.
Under 1990-talet började främst amerikanska knivtillverkare konkurrera med så kallade multiverktyg. Dessa multiverktyg utformades, till skillnad från armékniven, med tonvikten på en utfällbar tång med olika redskap i handtagen.

## Exempel på verktyg som kan ingå i kniven
- Burköppnare
- Flasköppnare
- Korkskruv
- Skruvmejsel
- Sax
- Såg
- Fil
- Pincett
- Synål
- Tandpetare